# El libro secreto de los gnomos
El libro secreto de los gnomos (Leven en werken van de Kabouter en holandés) fue una serie de libros infantiles escritos por Wil Huygen con ilustraciones de Rien Poortvliet y publicados en 1976 en veintiún tomos.
Cada número incluye historias sobre la vida de los gnomos en su hábitat además de enseñar a los niños a cómo construir un hogar para los seres fantásticos. A pesar de ser los autores de los libros, ambos novelistas afirmaron que fue un gnomo llamado David el que escribió los cuentos. 
Los mismos autores crearon una serie literaria titulada De oproep der Kabouters (La llamada de los gnomos). 
En 1985 y en 1987 se produjeron dos series españolas de animación basadas en las obras literarias bajo el título de David, el gnomo y La llamada de los gnomos respectivamente, ambas producidas por BRB Internacional bajo la producción y dirección de Claudio Biern Boyd y Luis Ballester Bustos.